# Собор Григория Просветителя (Нахичевань-на-Дону)
Собор Григория Просветителя (Сурб Григор Лусаворич, арм. Սուրբ Գրիգոր Լուսավորիչ տաճար) — крупнейший армянский  храм города Нахичевани-на-Дону (ныне в составе Пролетарского района Ростова-на-Дону). Построен в 1783—1807 годах в стиле классицизма, возможно, по проекту И. Е. Старова. Главный престол храма был освящён во имя святого Григория Просветителя. В 1930-х годах храм был закрыт, а в середине 1960-х — снесён. На месте собора был построен Дворец культуры завода Красный Аксай.

## История
Первый деревянный храм Сурб Григор Лусаворич был построен в районе Нахичеванского базара. Закладка первого камня кафедрального собора состоялась 1783 году. Он располагался на центральной площади города Нахичевани-на-Дону по оси Соборной улицы (ныне ул. Советской). Согласно догадкам ростовских краеведов, проект храма разработал один из авторов генплана Нахичевани-на-Дону, архитектор И. Е. Старов, строивший в то время Таврический дворец в Санкт-Петербурге. Строился собор дольше чем предполагалось. Его освятили только в 1807 году — через 24 года после начала строительства.
Трёхпрестольный храм построен в традициях русского классицизма и в плане архитектуры перекликается с ростовской церковью Сурб Хач. Собор был крестообразным в плане. Основной объём храма завершался шлемовидным куполом на массивном барабане. Собор имел три входа, выделенные четырёхколонными портиками дорического ордера. Над главным (западным) входом возвышалась трёхъярусная колокольня с часами. Барабан собора и ярусы колокольни были оформлены дорическими колоннами. Карниз собора был отделан декоративными сухариками. Интерьер храма украшали хачкары XIV-XVI веков, которые были привезены армянскими переселенцами из Крыма.

Собор Григория Просветителя стал главной архитектурной доминантой площади. От него велась нумерация домов города. Площадь, на которой стоял храм, получила название Соборной. В 1894 году на площади перед собором был установлен памятник Екатерине II. 

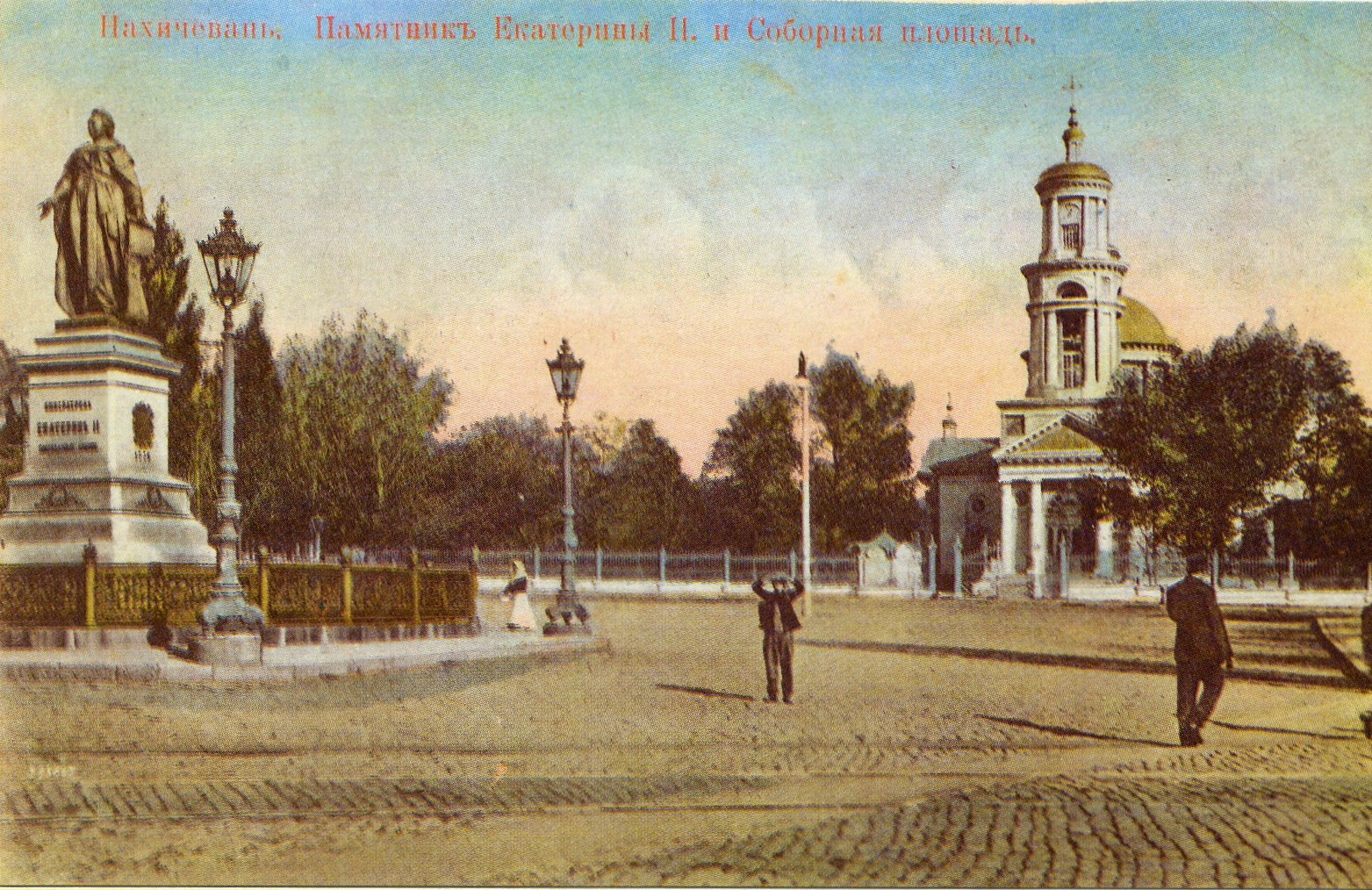
Памятник Екатерине II на Соборной площади

В начале 1930-х годов храм был закрыт для богослужений. Колокольня и купол были демонтированы, а в здании разместилась детская техническая станция. Храм был вновь открыт в 1942 году во время нацистской оккупации города. Храм оставался действующим до конца 1950-х годов. В середине 1960-х годов храм был снесён. В 1970 году на его месте построили Дворец культуры завода Красный Аксай.

## Реликвии
Некоторое время в храме находился древний крест-камень (хачкар) Сурб Хач. После закрытия церкви хачкар был перенесен в церковь Святого Карапета